# ریکاردو دوراتیوتو
ریکاردو دوراتیوتو (انگلیسی: Riccardo Doratiotto؛ زادهٔ ۷ ژوئن ۱۹۹۹) بازیکن فوتبال است.
از باشگاه‌هایی که در آن بازی کرده‌است می‌توان به باشگاه فوتبال کالیاری اشاره کرد.